# Shiro Tsujimura
Shiro Tsujimura, född 22 maj 1947 i Gose, Japan, är en självlärd japansk samtida keramiker och konstnär.
Han reste till Tokyo 1965 för att förbereda sig för inträdesprov till konsthögskolan men övergav idén och försökte bli lärling hos flera kända målare men fick avslag. Han reste genom norra Japan och återvände till Tokyo och bestämde sig för att bli keramiker. Han byggde ett hus 1970 i bergen ovanför staden Nara i Mirna, Nara prefektur. 1977 hade han sin första utställning i sitt hus. 1993 byggde han en ugn i West Devon, Storbritannien, och tillverkade keramik för London-utställningar. En av dessa finns på Östasiatiska museet. 2003 talade han om sitt arbete på Metropolitan Museum of Art, New York, och på Asian Art Museum i San Francisco.